# Torpedo Lwów
Torpedo Lwów (ukr. Футбольний клуб «Торпедо» Львів‎, Futbolnyj Kłub "Torpedo" Lwiw) – ukraiński klub piłkarski z siedzibą w mieście Lwów, na zachodzie kraju, działający w latach 1945–1989.

## Historia
Drużyna piłkarska Torpedo została założona we Lwowie w latach 40. XX wieku i reprezentowała zakład budowy autobusów LAZ. Wówczas dobrowolne towarzystwo sportowe "Torpedo" zrzeszało związki zawodowe pracowników branży samochodowej. Drużyna występowała w mistrzostwach obwodu lwowskiego. W 1955 zespół debiutował w Mistrzostwach Ukraińskiej SRR wśród drużyn kultury fizycznej, zajmując ostatnie 8.miejsce w strefie 6. Również w 1955 startował w rozgrywkach Pucharu Ukraińskiej SRR wśród amatorów, gdzie odpadł już po pierwszym meczu 1/16 finału.  Potem klub kontynuował występy w rozgrywkach Mistrzostw i Pucharu obwodu, dopóki nie został rozwiązany pod koniec lat 80. XX wieku. 

## Barwy klubowe, strój
Klub ma barwy czarno-białe. Piłkarze domowe spotkania zazwyczaj grali w czarno-białych strojach.

## Sukcesy

### Trofea krajowe
- Mistrzostwa Ukraińskiej SRR wśród drużyn kultury fizycznej: (D3)
  - 8.miejsce (1x): 1955 (strefa 6)

- Puchar Ukraińskiej SRR wśród drużyn kultury fizycznej:
  - 1/16 finału (1x): 1955

## Poszczególne sezony

### Rozgrywki krajowe
| \| \| Bilans występów klubu w rozgrywkach piłkarskich Związku Radzieckiego (Stan na 31 grudnia 1992 r.) \| |                                                                                                   |        |       |   |   |   |    |    |     |      |        |        |      |
| Poziom | Rozgrywki                                                                                         | Sezony | Mecze | Z | R | P | B+ | B– | Pkt | Lata | Awanse | Spadki | Naj. |
| I | Wysszaja liga / Klass A (wysszaja gruppa) / Klass A (1 gruppa) / Klass A / Gruppa 1 / Gruppa A    | 0      |       |   |   |   |    |    |     |      |        |        |      |
| II | Pierwaja liga / Klass A (1 gruppa) / Klass A (2 gruppa) / Klass B / Gruppa 2 / Gruppa B           | 0      |       |   |   |   |    |    |     |      |        |        |      |
| III | Wtoraja liga / Klass A (2 gruppa) / Klass B / Gruppa 3 / Gruppa W                                 | 1      |       |   |   |   |    |    |     | 1955 | 0      | 0      | 8    |
| IV | Wtoraja nizszaja liga / Klass B / Gruppa G                                                        | 0      |       |   |   |   |    |    |     |      |        |        |      |
| V | Gruppa D                                                                                          | 0      |       |   |   |   |    |    |     |      |        |        |      |
| | Puchar ZSRR                                                                                       |        |       |   |   |   |    |    |     |      | 0      | 0      |      |
| | Bilans występów klubu w rozgrywkach piłkarskich Związku Radzieckiego (Stan na 31 grudnia 1992 r.) |        |       |   |   |   |    |    |     |      |        |        |      |

## Struktura klubu

### Stadion
Drużyna rozgrywała swoje mecze domowe we Lwowie na stadionie Torpedo w dzielnicy Kleparów.

## Kibice i rywalizacja z innymi klubami

### Derby
- Dynamo Lwów
- Spartak Lwów
- Iskra Lwów
- Zirka Lwów